# Eswatini Electricity Company
Eswatini Electricity Company (EEC), anciennement connue sous le nom de Swaziland Electricity Company (SEC), est la compagnie nationale d'électricité du Royaume d'Eswatini. La société est engagée dans les activités de génération, transmission et distribution d'électricité dans le royaume. Son expertise technique dans l'industrie électrique est reconnue, particulièrement dans le royaume d'Eswatini et la région SADC.

## Histoire

### Création et évolution
La société a été initialement créée sous le nom de Swaziland Electricity Company (SEC) en tant que société à responsabilité limitée constituée et domiciliée en Eswatini. Suite au changement de nom du pays de Swaziland vers Eswatini en 2018, la compagnie a adapté sa dénomination pour devenir Eswatini Electricity Company (EEC), conservant toutefois son acronyme historique.

### Développement institutionnel
L'EEC s'est développée pour devenir un acteur énergétique reconnu dans la région SADC, développant son expertise technique et étendant ses capacités opérationnelles.

## Organisation et gouvernance

### Structure de gouvernance
L'EEC est dirigée par un conseil d'administration qui supervise la stratégie et les orientations générales de la compagnie.

### Direction exécutive
La direction exécutive de l'EEC est dirigée par Ernest Mkhonta en tant que Directeur général (Managing Director). L'équipe de direction comprend également :
- Noncedo Mamba - Directrice générale des services corporatifs (General Manager Corporate Services)
- Nomfundo Gwebu - Partenaire d'affaires en ressources humaines (Human Resources Business Partner)

## Activités et services

### Production d'électricité
L'EEC exploite plusieurs installations de production électrique, principalement des centrales hydroélectriques. La compagnie dispose d'une capacité installée et opérationnelle limitée par rapport à la demande nationale, nécessitant des importations d'électricité depuis les pays voisins.

### Transport et distribution
La société gère l'ensemble du réseau de transport et de distribution d'électricité sur le territoire d'Eswatini, assurant l'acheminement de l'électricité depuis les points de production et d'importation jusqu'aux consommateurs finaux.

### Services aux clients
L'EEC dessert une large base de clients incluant les secteurs résidentiel, commercial et industriel. La mission de la compagnie est de "répondre aux besoins de nos clients de manière suffisamment rentable et écologiquement durable".

## Performance financière

### Données financières
Selon les données disponibles pour 2024, l'EEC génère un chiffre d'affaires d'approximativement 144,6 millions de dollars américains. Cette performance financière reflète les activités de la compagnie dans les secteurs des services publics, de l'électricité, du pétrole et du gaz, ainsi que du traitement de l'énergie et des déchets.

## Ressources humaines

### Effectifs
L'EEC emploie approximativement 700 personnes, faisant d'elle un employeur significatif dans le secteur énergétique d'Eswatini.

### Présence sur les réseaux sociaux
L'entreprise maintient une présence active sur les réseaux sociaux, avec plus de 45 746 abonnés sur Facebook et 13 622 followers sur LinkedIn, témoignant de son engagement envers la communication avec ses parties prenantes,.

## Défis et perspectives

### Résilience organisationnelle
Le rôle fondamental de l'EEC dans l'amélioration de l'accès à l'électricité en Eswatini est appelé à se poursuivre. Alors que le pays fait face à des vents contraires économiques dans les prochaines années, la résilience que l'EEC a montrée pendant l'épidémie de COVID-19 la place sur des bases solides pour continuer sa croissance et remplir son mandat.

### Plans de développement
L'EEC prévoit une électrification rurale accrue, une optimisation améliorée des connexions clients, le développement de nouveaux produits et de nouvelles innovations. Ces initiatives s'inscrivent dans la stratégie de l'entreprise pour répondre aux défis futurs du secteur électrique.

### Vision stratégique
Avec son slogan "Energy For The Future", l'EEC peut envisager l'avenir avec confiance, positionnée pour contribuer au développement énergétique durable d'Eswatini.

## Cadre réglementaire

### Supervision réglementaire
L'EEC opère sous la supervision de l'Autorité de régulation de l'énergie d'Eswatini (ESERA), l'organisme de régulation énergétique statutaire établi par la Loi de régulation de l'énergie de 2007.

## Siège social et localisation
L'EEC a son siège social à Mbabane, dans la région de Hhohho, au Royaume d'Eswatini.